# Sinosat
Sino Satellite Communications Co., Ltd., également connue sous le nom de SinoSat , est une société chinoise.
Elle assurait les communications par satellite grâce à deux satellites de communication en orbite géostationnaire . Ses deux satellites étaient SinoSat 1 et SinoSat 3. Un troisième satellite, SinoSat 2, est tombé en panne peu après son lancement.

## Histoire
Français Sino Satellite Communications a été créée en 1994. C'était une filiale de  China Aerospace Science and Technology Corporation (CASC) En 2007, une nouvelle coentreprise ( chinois :中国直播卫星有限公司; « China Direct Broadcast Satellite Co. », « Ltd. ») a été créée avec une autre société d'État, China Satellite Communications , dans laquelle SinoSat 1 et d'autres actifs ont été injectés dans la coentreprise en tant que capital social,. Cependant, en 2009, China Satellite Communications a été désignée comme filiale de CASC par la Commission de surveillance et d'administration des actifs publics du Conseil d'État (à l'exclusion de certains actifs qui ont été attribués à China Telecommunications Corporation ). Depuis lors, Sino Satellite Communications est devenue une filiale de China Satellite Communications, tous les satellites étant désormais sous la marque ChinaSat .
En 2016, Sino Satellite Communications a vendu une participation de 15 % dans une société ( chinois :北京宇信电子) à Shenglu Telecommunication,.

## Satellites

### SinoSat 1
Sinosat-1 a été construit par Aérospatiale à partir d'un satellite Spacebus 3000. Il a été lancé par une fusée porteuse Longue Marche 3B depuis le centre de lancement de satellites de Xichang à 9h20 GMT le 18 juillet 1998. Il a été placé en orbite géostationnaire et opère actuellement à 110,5° Est du méridien de Greenwich .Il a été rebaptisé Chinasat 5B.

### SinoSat 1C
SinoSat 1C était le nom de marque d' Apstar 2R / Telstar 10 en Chine.

### SinoSat 1D
SinoSat 1C était le nom de marque de Telstar 18 en Chine.

### SinoSat 2
Sinosat-2 était basé sur le bus DFH-4 .Il a été lancé à 16h20 GMT le 28 octobre 2006, également à bord d'un satellite Longue Marche 3B. Après le lancement, ses panneaux solaires et son antenne de communication ne se sont pas déployés, rendant le satellite inutilisable.

### SinoSat 3
Sinosat-3 est un satellite DFH-3 , lancé à 16h08 GMT le 31 mai 2007. Une fusée Longue Marche 3A a été utilisée pour le placer en orbite de transfert géostationnaire, réalisant ainsi le 100e vol d'une fusée Longue Marche .Il évolue en orbite géostationnaire à 125° Est. Il a été rebaptisé ChinaSat 5C.

### SinoSat 5
Lancé en 2011. Rebaptisé ChinaSat 10.

### SinoSat 6
Lancé en 2010 par une fusée Longue Marche 3B.Rebaptisé ChinaSat 6A.

## Actionnaires
Selon le site Web de la société, Sino Satellite Communications était détenue par plusieurs sociétés d'État, à savoir China Aerospace Science and Technology Corporation (CASC), CITIC Group et China Financial Computerization Corporation ( chinois :中国金融电子化公司).  Cependant, au 31 décembre 2007 , CASC détenait 99,26 % des parts directement et indirectement.